# Gaijin
Gaijin (外人 (ngoại nhân) [ɡaid͡ʑiɴ]) ("người ngoài") là một từ tiếng Nhật để chỉ những người nước ngoài và không phải là người Nhật. Từ này được cấu thành từ hai ký tự kanji: gai (外, "ngoại") và jin (人, "nhân"). Những từ được cấu thành tương tự cho những khái niệm thuộc về ngoại quốc bao gồm gaikoku (外国, "ngoại quốc") và gaisha (外車, "ngoại xa"). Từ này có thể mang ý nghĩa về quốc tịch, chủng tộc hoặc sắc tộc, các khái niệm thường được gộp vào với nhau tại Nhật Bản.
Một vài người có cảm giác về từ này rằng nó mang một ý nghĩa tiêu cực hoặc có nghĩa xấu, trong khi những người quan sát khác duy trì ý kiến cho rằng đây là một cụm từ mang sắc thái trung tính hoặc thậm chí là tích cực. Gaikokujin (外国人 "ngoại quốc nhân") là một thuật ngữ trung tính hơn và phần nào trang trọng hơn được sử dụng rộng rãi trong văn kiện của chính phủ và truyền thông Nhật Bản.

## Từ nguyên và lịch sử
Từ gaijin có thể được tìm thấy trong văn bản thể kỷ 13 Heike Monogatari:
外人もなき所に兵具をとゝのへ
Tập hợi vũ khí lại nơi không có gaijin (ngoại nhân) nào
Ở đây, gaijin ám chỉ những người ngoài và những kẻ thù tiềm tàng. Một sự tham chiếu thời kỳ đầu khác là ở trong Renri Hishō (k. 1349) bởi Nijō Yoshimoto, nơi nó được sử dụng để chỉ một người Nhật Bản là một người xa lạ, không phải là một người bạn. Vở kịch Noh mang tên Kurama tengu có một cảnh nơi một người đầy tớ tỏ vẻ không hài lòng với sự xuất hiện của một nhà sư đi khất thực:
源平両家の童形たちのおのおのござ候ふに、かやうの外人は然るべからず候
Một gaijin không thuộc về nơi này, nơi trẻ em nhà Genji và Heike đang chơi đùa.
Ở đây, gaijin cũng có nghĩa một người ngoài hoặc một người không quen biết.
Từ gaikokujin (外国人) được cấu tạo từ gaikoku (nước ngoài) và jin (con người). Chính phủ Minh Trị (1868–1912) đã giới thiệu và truyền bá thuật ngữ này, từ dùng để thay thế các từ như ijin, ikokujin và ihōjin. Khi Đế quốc Nhật Bản mở rộng ảnh hưởng sang Triều Tiên và Đài Loan, thuật ngữ naikokujin ("người trong nước") được dùng để chỉ công dân của các lãnh thổ khác thuộc đế quốc. Trong khi các thuật ngữ khác bị rơi vào quên lãng sau Chiến tranh thế giới thứ hai, gaikokujin vẫn là thuật ngữ chính thức cho những người không phải là người Nhật. Một số người cho rằng gaijin là một sự rút gọn của từ gaikokujin.

## Sử dụng

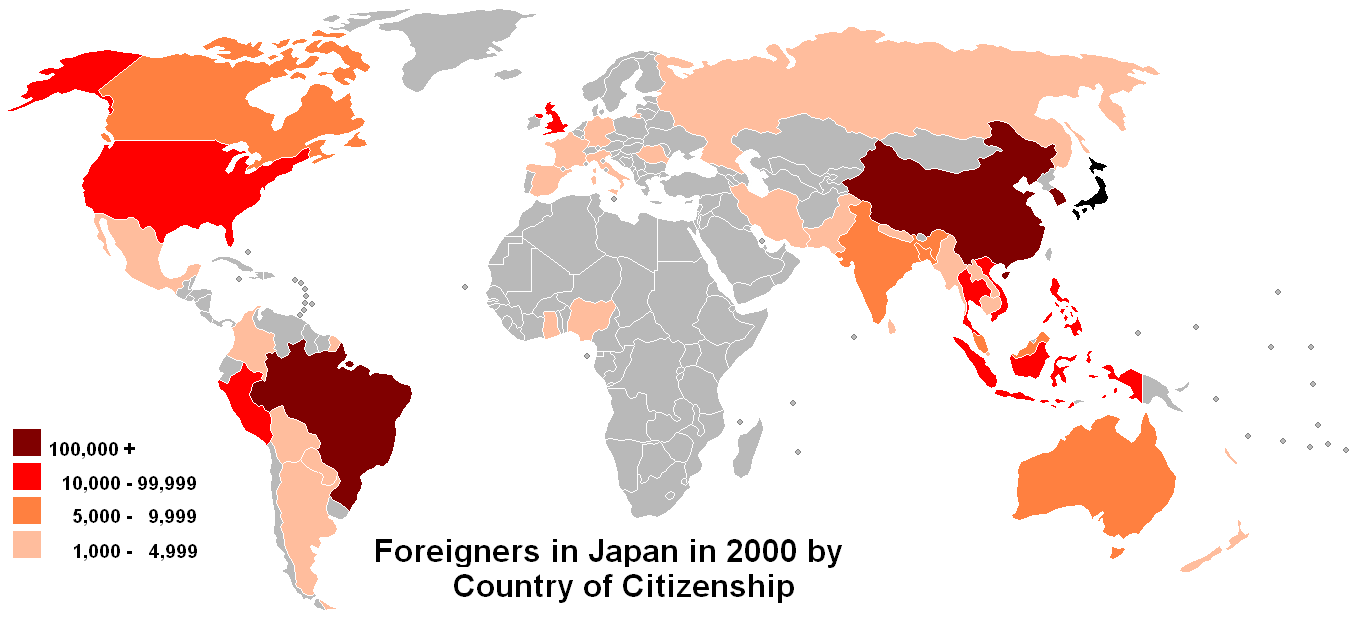
Người nước ngoài ở Nhât Bản năm 2000 theo tư cách công dân.

Trong khi tất cả các dạng của từ này đều mang nghĩa "người nước ngoài" hoặc "người ngoài", trong thực tế gaikokujin và gaijin thường được sử dụng để chỉ những nhóm người không phải người Nhật theo chủng tộc, chủ yếu là người da trắng. Tuy nhiên, thuật ngữ này đôi khi cũng được áp dụng đối với người có nguồn gốc dân tộc Nhật Bản, nhưng sinh ra và lớn lên ở các nước khác. Gaijin cũng thường được dùng trong những sự kiện của Nhật Bản như bóng chày (có một giới hạn cho các cầu thủ không phải người Nhật trong NPB) và đấu vật chuyên nghiệp để gọi chung cho những đô vật biểu diễn khách mời đến từ phương Tây, những người sẽ thường xuyên lưu diễn tại nước này.
Những người nói tiếng Nhật thường nhắc tới người không phải người Nhật Bản là gaijin ngay cả khi họ ở nước ngoài. Ngoài ra, người có nguồn gốc bản địa của Nhật Bản sang các nước khác (đặc biệt là những quốc gia có cộng đồng người Nhật Bản lớn) cũng có thể gọi là các gaijin không phải hậu duệ, như một thuật ngữ tương ứng với nikkei.
Trong lịch sử, một số cách sử dụng từ "gaijin" dùng để gọi một cách trân trọng đến uy tín và sự giàu có của người da trắng hay sức mạnh của các doanh nghiệp phương Tây. Sự giải thích thuật ngữ này với đặc điểm tích cực hoặc trung tính tiếp tục hiện diện trong một vài ngữ cảnh. Tuy nhiên, mặc dù thuật ngữ này có thể được sử dụng không nhằm mục đích tiêu cực bởi nhiều người nói tiếng Nhật, nó bị một số người coi là xúc phạm và phản xạ của những thái độ loại trừ.
"Trong khi thuật ngữ tự nó không có ý nghĩa xúc phạm, nó nhấn mạnh sự độc đáo riêng của thái độ người Nhật và do đó đã nhận lấy ý nghĩa miệt thị mà khiến nhiều người phương Tây phẫn nộ." Mayumi Itoh (1995)
Hiện tại, gaijin đã trở thành một cụm từ không chính xác lắm về mặt chính trị, thông thường người ta chỉ những người không phải người Nhật bằng từ gaikokujin. Nanette Gottlieb, giáo sư nghiên cứu về Nhật Bản tại Viện Ngoại ngữ và Nghiên cứu so sánh văn hoá tại Đại học Queensland, cho thấy rằng thuật ngữ này đã trở thành một từ gây tranh cãi và hiện tại, nó bị tránh sử dụng bởi hầu hết các đài truyền hình Nhật Bản. Cụm từ không gây tranh cãi, có ít nhiều nét trang trọng gaikokujin thường được dùng thay thế.
Gaijin xuất hiện một cách thường xuyên trong văn học phương Tây và văn hoá pop. Nó còn trở thành tiêu đề của các tiểu thuyết nhưGaijin của Marc Olden (New York: Arbor House, 1986), Go gently, gaijin của James Melville (New York: St. Martin's Press, 1986), Gaijin on the Ginza của James Kirkup (London: Chester Springs, 1991) và Gai-Jin của James Clavell (New York: Delacorte Press, 1993)]], cũng như một bài hát của Nick Lowe. Cụm từ trở thành tiêu đề của các bộ phim như Gaijin - Os Caminhos da Liberdade (1980) và Gaijin - Ama-me Como Sou (2005) của Tizuka Yamazaki, cũng như các bộ phim hoạt hình ngắn như Gaijin (2003) của Fumi Inoue.